# Komodo vs. Cobra
Rồng rắn quyết tử hay Rồng Komodo đại chiến rắn hổ chúa (tựa gốc tiếng Anh: Komodo vs. Cobra, gọi tắt là KVC) là bộ phim kinh dị, viễn tưởng và phiêu lưu năm 2005 của Mỹ được Jim Wynorski làm đạo diễn kiêm biên kịch. Komodo vs. Cobra chính là phần tiếp theo của phim kinh dị năm 2004 của đạo diễn Jim Wynorski là Curse of the Komodo.

## Nội dung
Trên một hòn đảo nhỏ gần Hawaii, có một nhóm tiến sĩ sinh vật học bào chế ra loại thuốc tăng trưởng, thứ thuốc có khả năng làm cơ thể con người to cao hơn, họ đã tìm động vật để thử nghiệm và họ vô cùng sai lầm khi bắt rồng Komodo và rắn hổ chúa đưa vào thử nghiệm. Sau khi được tiêm thuốc, hai con vật này to lớn lên như cái nhà rồi giết chết gần hết nhóm tiến sĩ cùng cư dân trên đảo. Hôm nọ, có vài người từ nước Mỹ đến hòn đảo này để du lịch, sau khi nghe một ông giáo sư còn sống sót kể lại mọi chuyện kinh hoàng về hai con ác thú thì họ liền nghĩ cách tiêu diệt hai ác thú nhanh chóng hoặc là rời khỏi hòn đảo này ngay lập tức trước khi bị chúng giết.

## Diễn viên
- Michael Paré - Mike A. Stoddard
- Ryan McTavish - Jerry Ryan
- Renee Talbert - Carrie
- Jerri Manthey - Sandra
- Michelle Borth - Tiến sĩ Susan Richardson
- Ted Monte - Ted
- Glori-Anne Gilbert - Darla
- Rene Rivera - Dirk
- Jay Richardson - Tiến sĩ Richardson
- Rod McCary - Tướng quân Bradley
- Roark Critchlow - Thiếu tá Garber
- Paul Logan - Thiếu tá Frank
- Damian T. Raven - Weeks
- Chris Neville - Lerner
- Delpaneaux Wills - Marsden